# 261110 Neoma
261110 Neoma è un asteroide della fascia principale. Scoperto nel 2005, presenta un'orbita caratterizzata da un semiasse maggiore pari a 2,7489191 au e da un'eccentricità di 0,0945951, inclinata di 13,45726° rispetto all'eclittica.